# Lagoa do Carro
Lagoa do Carro là một đô thị thuộc bang Pernambuco, Brasil. Đô thị này có diện tích 69,87 km², dân số năm 2007 là 14226 người, mật độ 203,61 người/km².